# Polkovice
Polkovice jsou obec ležící v okrese Přerov. Žije zde 502 obyvatel. Obec je spoluzakladatelem Mikroregionu střední Haná se sídlem v Kojetíně.

## Historie
První písemná zmínka o obci pochází z roku 1275.

## Pamětihodnosti
- Zámek
- Boží muka

## Fotogalerie

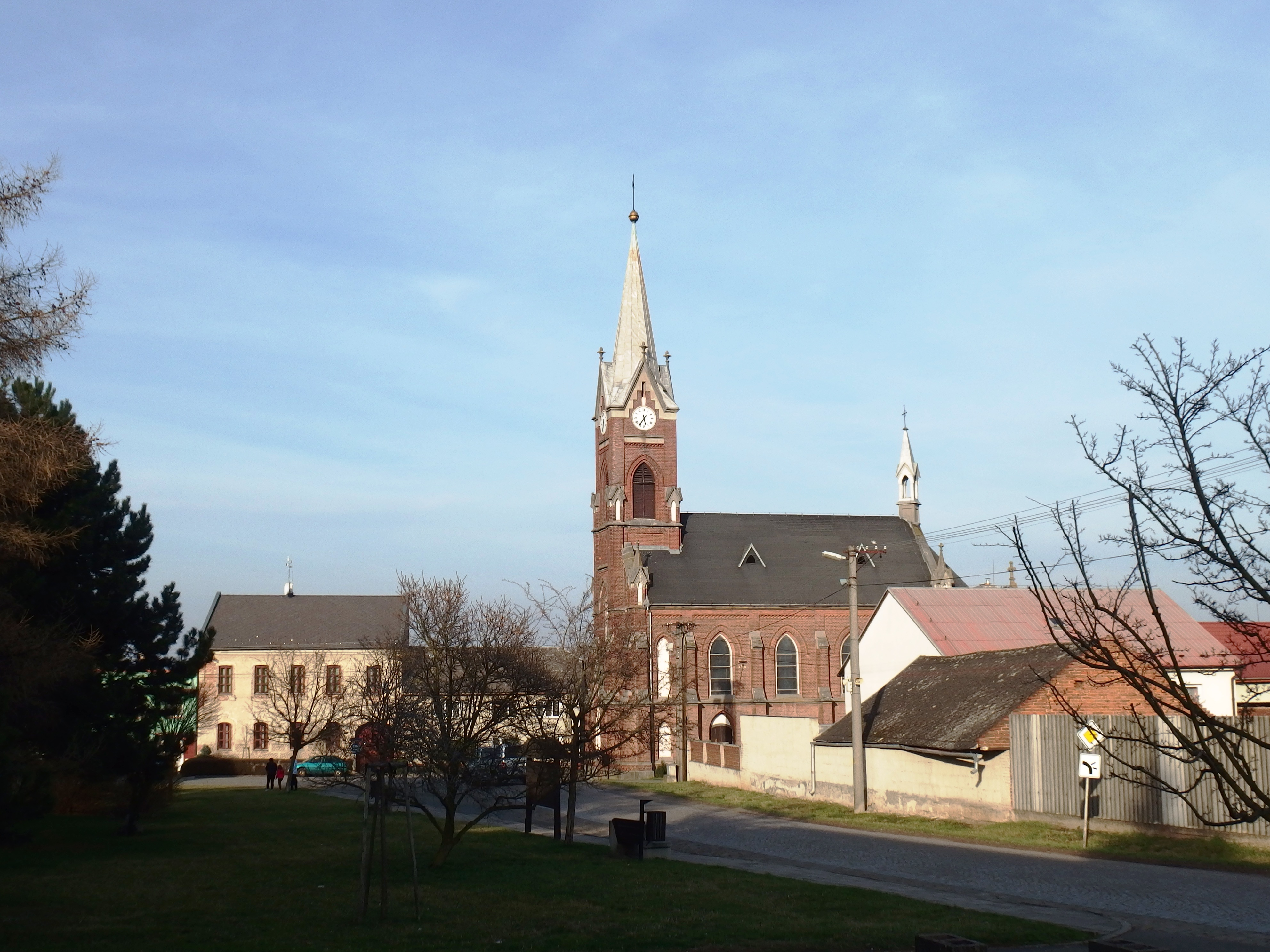
Pohled od obecního úřadu
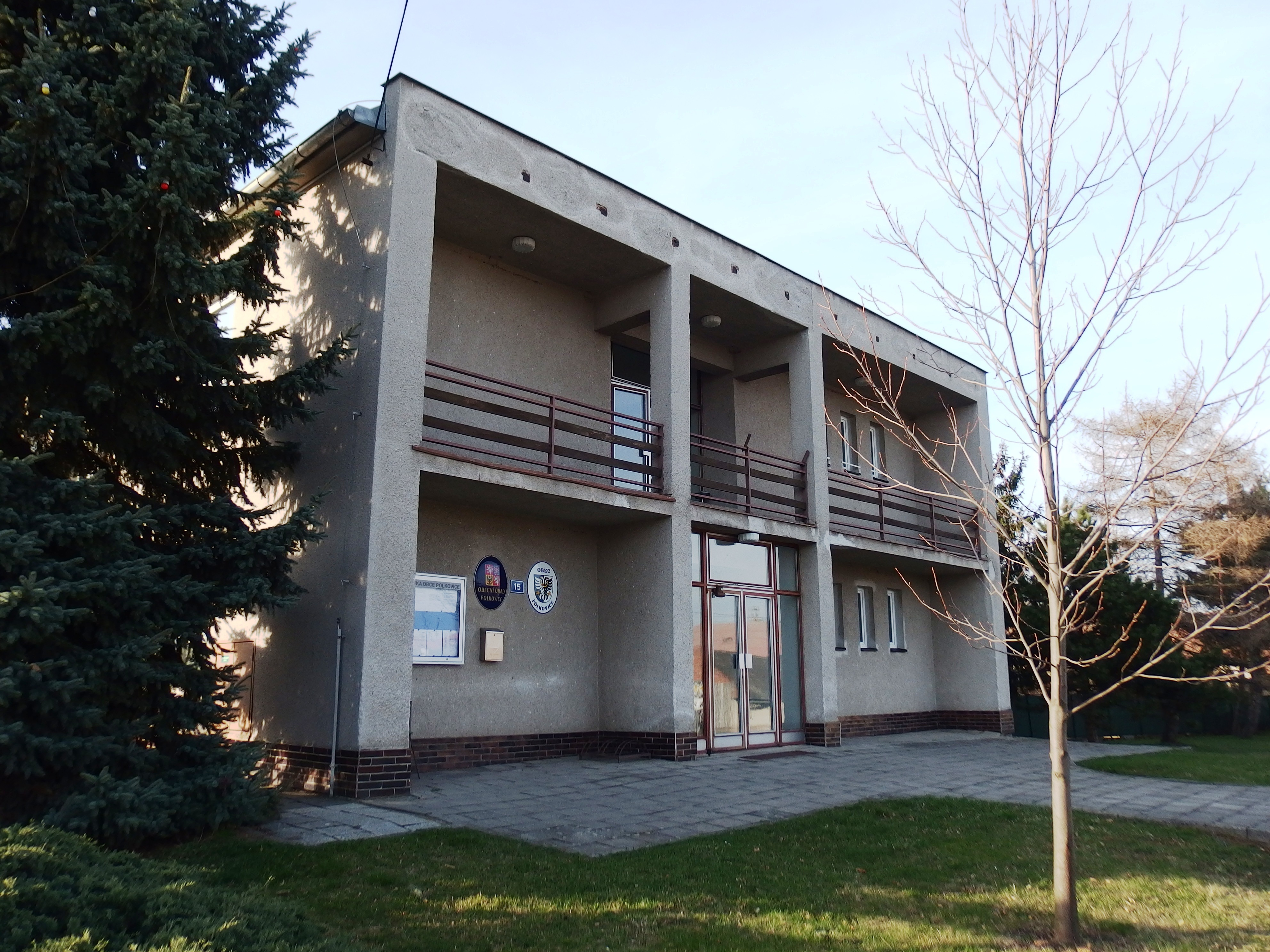
Obecní úřad
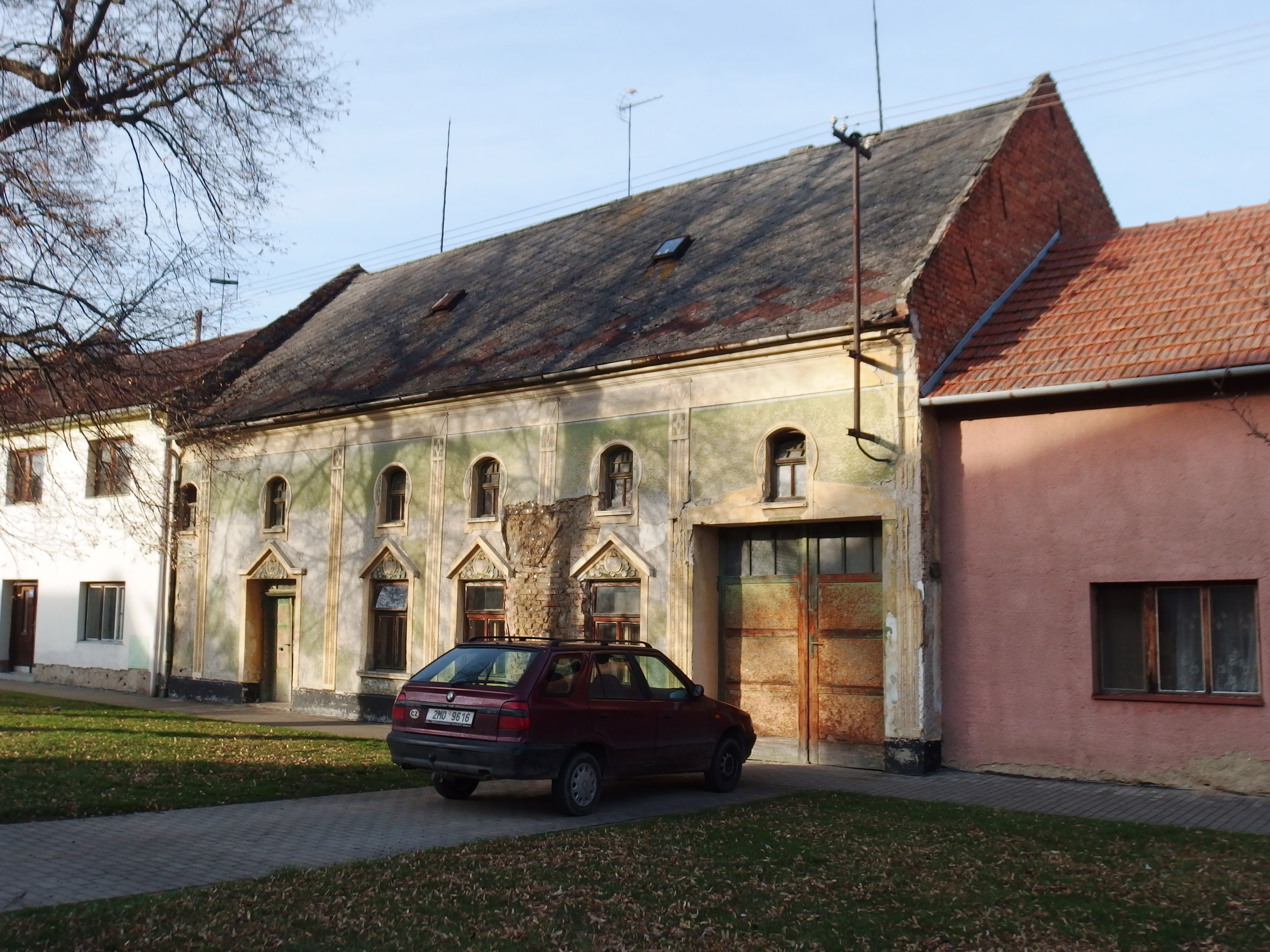
Zbytek původní zástavby na návsi, dům č. p. 49 s dekorativní fasádou
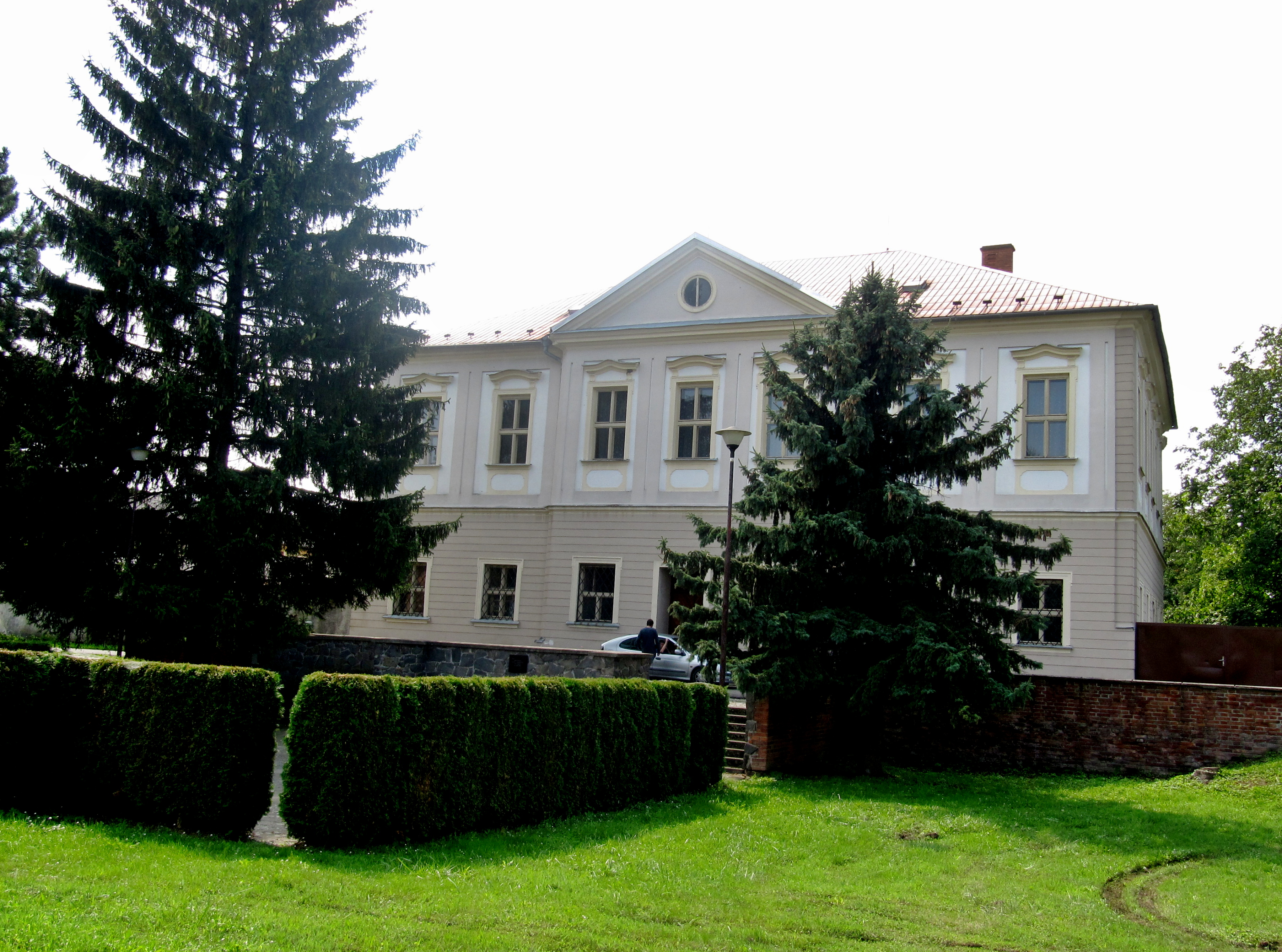
Barokní zámek z 1. poloviny 18. století